# ロジャー・バートン
ロジャー・バートン（Roger Barton、1965年7月1日 - ）は、アメリカ合衆国の編集技師。

## 人物
『タイタニック』、『アルマゲドン』、『スター・ウォーズ エピソード3/シスの復讐』を含む多くのハリウッド映画に参加している。
彼の1人息子エイダンは、ルーク・スカイウォーカーおよびレイア・オーガナの赤子時代として『シスの復讐』に出演した。

## 編集した映画
- タイタニック Titanic （1997年）
- That Darn Cat （1997年）
- アルマゲドン Armageddon （1998年）
- デトロイト・ロック・シティ Detroit Rock City (1999)
- 60セカンズ Gone in Sixty Seconds （2000年）
- パール・ハーバー Pearl Harbor （2001年）
- ゴーストシップ Ghost Ship （2002年）
- バッドボーイズ2バッド Bad Boys II （2003年）
- アイランド The Island （2005年）
- 悪魔の棲む家 The Amityville Horror （2005年）
- スター・ウォーズ エピソード3/シスの復讐 Star Wars Episode III: Revenge of the Sith （2005年）
- ゲット・リッチ・オア・ダイ・トライン Get Rich or Die Tryin' （2005年）
- エラゴン 遺志を継ぐ者 Eragon （2006年）
- スピード・レーサー Speed Racer （2008年）آراء
- トランスフォーマー/リベンジ Transformers: Revenge of the Fallen （2009年）
- 特攻野郎Aチーム THE MOVIE The A-Team （2010年）
- トランスフォーマー/ダークサイド・ムーン Transformers: Dark of the Moon （2011年）
- THE GREY 凍える太陽 The Grey （2012年）
- G.I.ジョー バック2リベンジ G.I. Joe: Retaliation （2013年）
- ワールド・ウォーZ World War Z （2013年）
- ゴジラ キング・オブ・モンスターズ Godzilla: King of the Monsters （2019年）
- 6アンダーグラウンド 6 Underground (2019年)